# 纳吉·玛丽安娜
纳吉·玛丽安娜（匈牙利語：Nagy Marianna，1957年8月30日—），匈牙利女子手球运动员。她曾代表匈牙利国家队参加1976年和1980年夏季奥林匹克运动会手球比赛，获得一枚铜牌。